# 820-talet

## Händelser
- 820 - Historia Brittonum skrivs.
- 829 - Nilen fryser till is.[1]

## Födda
- 820 – Nicolaus I, påve.
- 13 juni 823 – Karl den skallige, kung av Västfrankiska riket, kejsare av Rom och kung av Italien.
- 825 – Ludvig II, kung av Italien och kejsare av Rom.

## Avlidna
- 820 – Leo V, kejsare av Bysantinska riket.
- 11 februari 824 – Paschalis I, påve.
- 27 augusti 827 – Eugenius II, påve.
- 6 oktober 827 – Valentinus, påve.
- 829 – Mikael II, kejsare av Bysantinska riket.